# 1935 في ألمانيا
فيما يلي قوائم الأحداث التي وقعت خلال عام 1935 في ألمانيا.

## أفلام
من الأفلام التي صدرت هذه السنة في ألمانيا:
- 1 يناير – انتصار الإرادة من إخراج ليني ريفنستال.

## مواليد

### يناير
- 19 يناير – هربرت فالتر فيزيائي ألماني.
- 23 يناير – فرد تساندر سياسي ألماني.

### فبراير
- 5 فبراير – ماكس ديبل متسابق دراجات نارية ألماني.
- 11 فبراير – رودي هوفمان لاعب كرة قدم ألماني.
- 14 فبراير – هارالد روز فيزيائي ألماني.

### مارس
- 28 مارس – أوبير هاهنه سائق فورمولا 1 ألماني.
- 31 مارس – رولف بيكر ممثل ألماني.

### أبريل
- 16 أبريل – سارة كيرش شاعرة ألمانية.

### مايو
- 4 مايو – روديجر نيهبرج ناشط ألماني.

### يونيو
- 5 يونيو – غونتر نوريس
- 26 يونيو – ألموت لينك كاتبة ألمانية.
- 26 يونيو – هانس أكرمان فيزيائي ألماني.

### يوليو
- 12 يوليو – هانز تيلكوفسكي لاعب كرة قدم ألماني.
- 21 يوليو – نوربرت بلوم

### أغسطس
- 5 أغسطس – مايكل بولهاوس
- 9 أغسطس – كلاوس ستورمير لاعب كرة قدم ألماني.

### سبتمبر
- 5 سبتمبر – آكي سكميدت لاعب كرة قدم ألماني.
- 20 سبتمبر – فالتر إيشفايلر لاعب كرة قدم ألماني.
- 29 سبتمبر – هيليل فورشتنبرغ

### أكتوبر
- 6 أكتوبر – سيغفريد كولر

## وفيات

### فبراير
- 3 فبراير – هوغو يونكرز (مواليد 1859)
- 8 فبراير – ماكس ليبرمان (مواليد 1847) رسام ألماني.

### مارس
- 14 مارس – آرثر رودولف هانتش (مواليد 1857) كيميائي ألماني.
- 23 مارس – بردنهيفر (مواليد 1851)

### أبريل
- 14 أبريل – إيمي نويثر (مواليد 1882) رياضياتية ألمانية.

### مايو
- 10 مايو – فلهلم كوله (مواليد 1868)

### يونيو
- 8 يونيو – الكسندر فون بريل (مواليد 1842) رياضياتي ألماني.

### ديسمبر
- 21 ديسمبر – كورت توخولسكي (مواليد 1890)